# Carmen Azevedo
Pour les articles homonymes, voir Azevedo.
 (janvier 2019).
Si vous disposez d'ouvrages ou d'articles de référence ou si vous connaissez des sites web de qualité traitant du thème abordé ici, merci de compléter l'article en donnant les références utiles à sa vérifiabilité et en les liant à la section « Notes et références ».
Carmen Azevedo, née le 11 avril 1974 à São Paulo au Brésil, est une architecte et urbaniste brésilienne, fondatrice à Bruxelles de l'Atelier d'architecture CAZ. Disciple d'Oscar Niemeyer, son activité s'est d'abord déroulée au Brésil au sein du bureau « Bravi Arquitetura » et ensuite en Belgique dans l'atelier MA² - Metzger et Associés Architecture.

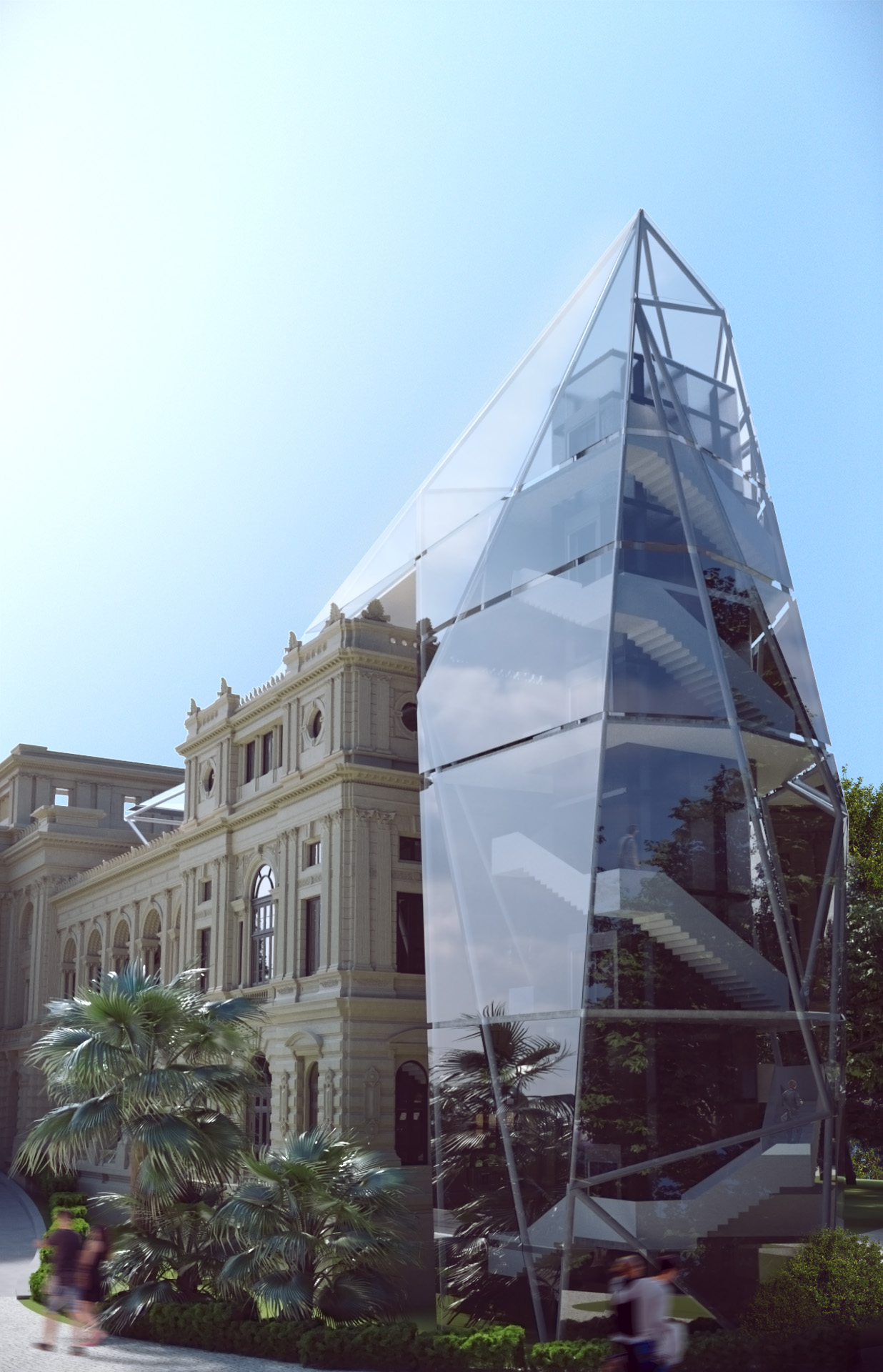
Concours de restauration et d'extension du "Museu do Ipiranga"

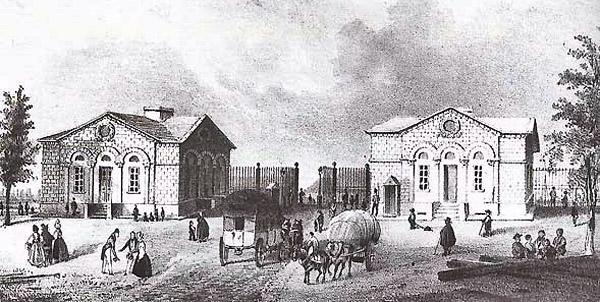
Restauration et réhabilitation des pavillons de la Porte de Ninove

## Biographie
Carmen Azevedo étudie l'architecture et l'urbanisme à l'Université pontificale catholique de Campinas dans l'État de São Paulo en 1998. Diplômée avec distinction de l'université brésilienne, elle devient membre de l'Ordre des Architectes du Brésil. Entre 1998 et 2000, elle réalise plusieurs projets au sein du bureau d'architecture brésilien « Bravi Arquitetura ». En 2004, Carmen Azevedo obtient à l'Université libre de Bruxelles une licence en « art de bâtir », conservation et restauration du patrimoine architectural. Au cours de la même année elle intègre l'atelier MA² - Metzger et Associés Architecture, où elle est responsable de projet. L’architecte brésilienne participe aux jurys intermédiaires et de fin d’année des 2e et 3e années du grade de l’Institut Supérieur d’Architecture Intercommunal Victor Horta, à Bruxelles. Entre 2014 et 2016 Carmen Azevedo est aussi Chargée de cours à la Faculté Polytechnique (Ingénieurs-architectes) de l’UCL Mons. 
Début 2015 Carmen Azevedo a rejoint le Groupe d’Action pour la réhabilitation et restauration du site du Charbonnage de Marcasse à Wasmes (Mons-Borinage). Elle devient, en tant qu’architecte, la principale responsable du projet.
La Ville de Bruxelles, propriétaire des lieux, a lancé en 2015 un concours international en vue de la restauration et de la réhabilitation du Palais de la Bourse de Bruxelles. Ce très important projet a été attribué à 3 bureaux d’architecture belges et ceux-ci ont sollicité la collaboration de Carmen Azevedo (Atelier d’Architecture CAZ) pour l’entièreté des travaux et des études patrimoniales à réaliser dans le cadre de ce dossier « Patrimoine" de la Bourse de Bruxelles.

## Principales réalisations
De 2002 à 2013, Carmen Azevedo est collaboratrice au sein de l'atelier MA² de l'architecte belge Francis Metzger. 
En 2010 elle crée l'atelier ARCHICAZ et est ainsi chargée de plusieurs projets de restauration et de rénovation de bâtiments remarquables du patrimoine architectural belge et à des projets de constructions contemporaines. 
Ainsi, Carmen Azevedo associe son nom à celui des grands créateurs de jadis.

### Restaurations
- Projet de rénovation de l’Hôtel Astoria à Bruxelles (œuvre  d'Henri Van Dievoet)[1], comme collaborateur du bureau d'architecture MA2.
- Projet de restauration la Porte de Ninove, à Bruxelles
- Rénovation de la résidence de l'Ambassadeur du Brésil à Bruxelles (œuvre de l'architecte Michel Brinkman)
- Restauration et réhabilitation du Moulin Crockaert à UCCLE
- Restauration et réhabilitation du Palais de la Bourse (Bruxelles) (œuvre de Léon-Pierre Suys)
- Réalisation d'une liaison piétonne entre le Palais des Beaux-Arts (BOZAR) et le Square Brussels Meeting Centre
- Projet de reconstruction et réhabilitation du « Charbonnage de Marcasse  » (Vincent van Gogh et le Borinage 1879-1880)
- Restauration de l'Eglise Saint Antoine de Padoue à Etterbeek

### Œuvres contemporaines
- Concours pour la restauration et extension du « Museu Paulista » à Sao Paulo

## Récompenses et distinctions
Au sein de l'atelier MA², l'architecte brésilienne Carmen Azevedo a collaboré notamment pour des nombreux projets de cet atelier qui furent récompensés de prix nationaux et européens. 

### Villa Empain
- 2011 : Prix du patrimoine culturel de l'Union européenne - Europa Nostra à Amsterdam, Pays-Bas.
- 2011 : Mention : Choix spécial du Jury - Europa Nostra[2].
- 2011 : Prix européen d'architecture Philippe-Rotthier - Prix spécial du jury, à Bruxelles, Belgique.

### Autres
- 2003 : Prix de la Biennale de São Paulo, Brésil.
- 2005 : Sélection international à la Biennale de São Paulo pour la rénovation de la Gare Centrale, Brésil.